# 1948 год в истории общественного транспорта
В этой статье перечисляются основные события из истории общественного транспорта (прежде всего трамваев, троллейбусов и автобусов) в 1948 году. Информация об истории метрополитенов и железнодорожного транспорта находится в отдельных статьях.

## События

### В РСФСР

#### Новости
- Открыта новая трамвайная линия по Большому Божениновскому переулку и ул. Малой Пироговской. открыт трамвайный маршрут № 53: Политехнический музей — Дангауэровская слобода. Открыт трамвайный маршрут № 54: Савёловский вокзал — Улица 10 лет Октября.

#### Другие уголки
- 4 ноября — открыто троллейбусное движение в Пензе.
- 5 ноября — открыто трамвайное движение в Коломне.
- 7 ноября — открыто трамвайное движение в Барнауле.
- 27 ноября — открыто троллейбусное движение в Казани.
- 5 декабря — открыто трамвайное движение в Орске.

### В мире
- Канада — 15 февраля прекращено движение электрического трамвая в городе Форт-Вильям.
- Канада — 7 мая прекращено движение электрического трамвая в городе Сент-Катаринс.
- Канада — 16 августа прекращено трамвайное движение на электрической тяге в городе Торонто.
- Канада — 16 октября прекращено движение электрического трамвая в Порт-Артуре.
- Болгария — 1 мая повторно открыто троллейбусное движение в городе София.
- Германия — 2 февраля открыто троллейбусное движение в городе Веймар.
- Германия — 23 декабря открыто троллейбусное движение в городе Висбаден.
- Германия — 25 ноября открыто троллейбусное движение в городе Гуммерсбах.
- Германия — 27 ноября открыто троллейбусное движение в городе Ландсхут.
- Германия — 28 апреля открыто троллейбусное движение в городе Мюнхен.
- Германия — 28 августа открыто троллейбусное движение в городе Нойс.
- Германия — 15 ноября открыто троллейбусное движение в городе Нюрнберг.
- Германия — 12 ноября открыто троллейбусное движение в городе Саарбрюккен.
- Германия — 26 февраля открыто троллейбусное движение в городе Эрфурт.
- Испания — 26 июля открыто троллейбусное движение в городе Ла-Корунья.
- Испания — 17 июля открыто троллейбусное движение в городе Сан-Себастьян.
- Финляндия — 8 декабря открыто троллейбусное движение в городе Тампере.
- Франция — 10 июля открыто троллейбусное движение в городе Сент-Мало.
- Чехословакия — 19 декабря открыто троллейбусное движение в городе Йиглава.
- Чехословакия — 28 октября повторно открыто троллейбусное движение в городе Ческе-Будеёвице.
- Швейцария — 1 сентября открыто троллейбусное движение в городе Ле-Хот-Женевье.
- Швеция — прекращено троллейбусное движение в городе Вестерос.
- Канада — 16 августа открыто троллейбусное движение в городе Ванкувер.
- Канада — 22 ноября открыто троллейбусное движение в городе Саскатун.
- США — 10 ноября прекращено троллейбусное движение в городе Ньюарк.
- Аргентина — 4 июня открыто троллейбусное движение в городе Буэнос-Айрес.
- Колумбия — 12 апреля открыто троллейбусное движение в городе Санта-Фе-де-Богота.

## Новый подвижной состав
- На Усть-катавском заводе начался серийный выпуск трамвайных поездов КТМ/КТП-1.